# Peñablanca
Peñablanca is een gemeente in de Filipijnse provincie Cagayan op het eiland Luzon. Bij de laatste census in 2007 had de gemeente ruim 40 duizend inwoners.

## Geografie

### Bestuurlijke indeling
Peñablanca is onderverdeeld in de volgende 24 barangays:
| - Aggugaddan - Alimanao - Baliuag - Bical - Bugatay - Buyun - Cabasan - Cabbo - Callao - Camasi - Centro - Dodan | - Lapi - Malibabag - Manga - Minanga - Nabbabalayan - Nanguilattan - Nannarian - Parabba - Patagueleg - Quibal - San Roque - Sisim |

## Demografie
Peñablanca had bij de census van 2007 een inwoneraantal van 40.336 mensen. Dit zijn 2.464 mensen (6,5%) meer dan bij de vorige census van 2000. De gemiddelde jaarlijkse groei komt daarmee uit op 0,87%, hetgeen lager is dan het landelijk jaarlijks gemiddelde over deze periode (2,04%). Vergeleken met de census van 1995 is het aantal mensen met 7.146 (21,5%) toegenomen.

De bevolkingsdichtheid van Peñablanca was ten tijde van de laatste census, met 40.336 inwoners op 1193,2 km², 27,8 mensen per km².